# Cosmin Radu
Cosmin Alexandru Radu (Bucarest, 9 novembre 1981) è un pallanuotista rumeno, centroboa della Dinamo Bucarest.
Dal 2022 è vicepresidente della federazione pallanuotistica rumena.

## Palmarès
- Campionato rumeno: 4

Rapid Bucuresti : 2000-2001, 2001-2002, 2002-2003, 2003-2004
- Campionato croato: 3

Primorje: 2013-14, 2014-15
Mladost: 2020-2021
- Kup Hrvatske: 5

Mladost: 2011-2012, 2019-2020, 2020-2021
Primorje: 2013-14, 2014-15
- Lega Adriatica: 4

Primorje: 2013-14, 2014-15
Mladost Zagabria: 2018-19, 2019-2020
- US Open: 1

New York Athletic Club: 2013
- Campionato maltese: 1

Neptunes WPSC: 2016